# Miami Springs
Miami Springs ist eine Stadt im Miami-Dade County im US-Bundesstaat Florida. Das U.S. Census Bureau hat bei der Volkszählung 2020 eine Einwohnerzahl von 13.859 ermittelt. 

## Geographie
Miami Springs grenzt an Hialeah, Virginia Gardens und Miami.

### Klima
Das Klima ist mild und warm, leicht mit einem leichten Wind von See. Statistisch regnet es in den Sommermonaten an durchschnittlich 35 % der Tage, wenn auch nur kurzfristig. Die höchsten Temperaturen sind im Mai bis Oktober, mit bis zu 31 °C. Die kältesten Monate von Dezember bis Februar mit durchschnittlich nur 12 °C. Schneefall ist in der Region nahezu unbekannt.

## Religionen
In Miami Springs gibt es derzeit neun verschiedene Kirchen aus acht unterschiedlichen Konfessionen. Unter den zu einer Konfession gehörenden Kirchen ist die Baptistengemeinde mit zwei Kirchen am stärksten vertreten (Stand: 2004).

## Demographische Daten
Laut der Volkszählung 2010 verteilten sich die damaligen 13.809 Einwohner auf 5361 Haushalte. Die Bevölkerungsdichte lag bei 1817 Einw./km². 93,4 % der Bevölkerung bezeichneten sich als Weiße, 1,6 % als Afroamerikaner, 0,2 % als Indianer und 1,2 % als Asian Americans. 1,9 % gaben die Angehörigkeit zu einer anderen Ethnie und 1,7 % zu mehreren Ethnien an. 71,2 % der Bevölkerung bestand aus Hispanics oder Latinos.
Im Jahr 2010 lebten in 34,6 % aller Haushalte Kinder unter 18 Jahren sowie 30,0 % aller Haushalte Personen mit mindestens 65 Jahren. 69,4 % der Haushalte waren Familienhaushalte (bestehend aus verheirateten Paaren mit oder ohne Nachkommen bzw. einem Elternteil mit Nachkomme). Die durchschnittliche Größe eines Haushalts lag bei 2,66 Personen und die durchschnittliche Familiengröße bei 3,15 Personen.
23,2 % der Bevölkerung waren jünger als 20 Jahre, 28,1 % waren 20 bis 39 Jahre alt, 32,0 % waren 40 bis 59 Jahre alt und 21,7 % waren mindestens 60 Jahre alt. Das mittlere Alter betrug 43 Jahre. 47,8 % der Bevölkerung waren männlich und 52,2 % weiblich.
Das durchschnittliche Jahreseinkommen lag bei 63.360 $, dabei lebten 7,2 % der Bevölkerung unter der Armutsgrenze.
Im Jahr 2000 war Englisch die Muttersprache von 35,48 % der Bevölkerung, spanisch sprachen 63,21 % und 1,31 % hatten eine andere Muttersprache.

## Sehenswürdigkeiten
Folgende Objekte sind im National Register of Historic Places gelistet:
- Carl G. Adams House
- Clune Building
- Glenn Curtiss House
- Lua Curtiss House I
- Lua Curtiss House II
- Millard-McCarty House
- Osceola Apartment Hotel

## Parks und Sportmöglichkeiten
Es gibt ein breites Angebot von verschiedenen Stadtparks sowie mehrere sportliche Einrichtungen sowie Spielwiesen und Möglichkeiten zum Camping und Grillen.

## Wirtschaft
Eine nennenswerte Industrie gibt es nicht. Die hauptsächlichen Beschäftigungszweige sind: Ausbildung, Gesundheit und Soziales: (16,6 %), Handel / Einzelhandel: (15,6 %), Finanzen, Versicherungen und Immobilien: (3,0 %), Baugewerbe: (10,1 %).

## Kliniken
- Hialeah Hospital
- Palmetto General Hospital in Hialeah
- Palm Springs General Hospital in Hialeah
- Souther Winds Hospital in Hialeah

## Bildung
Schulen:
- Miami Springs Elementary School, ~ 2150 Schüler
- Springview Elementary School, ~ 600 Schüler
- Miami Springs Middle School, ~ 2150 Schüler

Weiterführende Bildungseinrichtungen:
- Miami Springs Senior High School, ~ 3750 Studenten

## Verkehr
Miami Springs wird vom U.S. Highway 27 sowie den Florida State Roads 25, 948 und 953 gekreuzt bzw. tangiert. Unmittelbar südlich der Stadt befindet sich der Flughafen Miami.

## Kriminalität
Die Kriminalitätsrate lag im Jahr 2010 mit 326 Punkten (US-Durchschnitt: 266 Punkte) im durchschnittlichen Bereich. Es gab einen Mord, drei Vergewaltigungen, 21 Raubüberfälle, 20 Körperverletzungen, 105 Einbrüche, 352 Diebstähle, 46 Autodiebstähle und eine Brandstiftung.